# Eu Sou do Tempo em Que a Gente Se Telefonava
Eu Sou do Tempo Em Que A Gente Se Telefonava é o segundo álbum de estúdio da cantora e compositora Blubell. O disco é produzido por Maurício Tagliari e pela própria Blubell. O disco no total recebeu uma crítica favorável.

## Faixas
| N.º | Título                              | Compositor(es)         | Duração |  |
| 1.  | "Música"                            | Blubell                | 3:30    |  |
| 2.  | "Chalala"                           | Blubell                | 4:31    |  |
| 3.  | "Triz"                              | Blubell                | 4:09    |  |
| 4.  | "1,2,3,5"                           | Blubell                | 3:41    |  |
| 5.  | "Good Hearted Woman"                | Blubell                | 4:12    |  |
| 6.  | "My Best"                           | Blubell                | 5:03    |  |
| 7.  | "What If..."                        | Blubell                | 2:47    |  |
| 8.  | "Estrangeira"                       | Blubell                | 4:24    |  |
| 9.  | "Mão e Luva"                        | Blubell                | 4:16    |  |
| 10. | "Pessoa Normal"                     | Blubell, Luiz Venâncio | 4:16    |  |
| 11. | "Velvet Wonderland"                 | Blubell, Pedro Baby    | 3:17    |  |
| 12. | "Chalala" (Versão Original) (Bônus) | Blubell                | 3:56    |  |